# 心理小説
心理小説（しんりしょうせつ、Psychological fiction）は、文学のジャンルの1つである。

## 概要
心理小説は、登場人物の精神的・感情的・精神的な生活を探求するために、インテリアの特徴付けと動機付けを強調する小説のジャンルである。ナレーションのモードは、陰謀を推進し、物語を説明するキャラクターの行動の理由を調べる。フランスなどにおいて特に発達したジャンルである。